# Frauenkreuz im Kraftshofer Forst

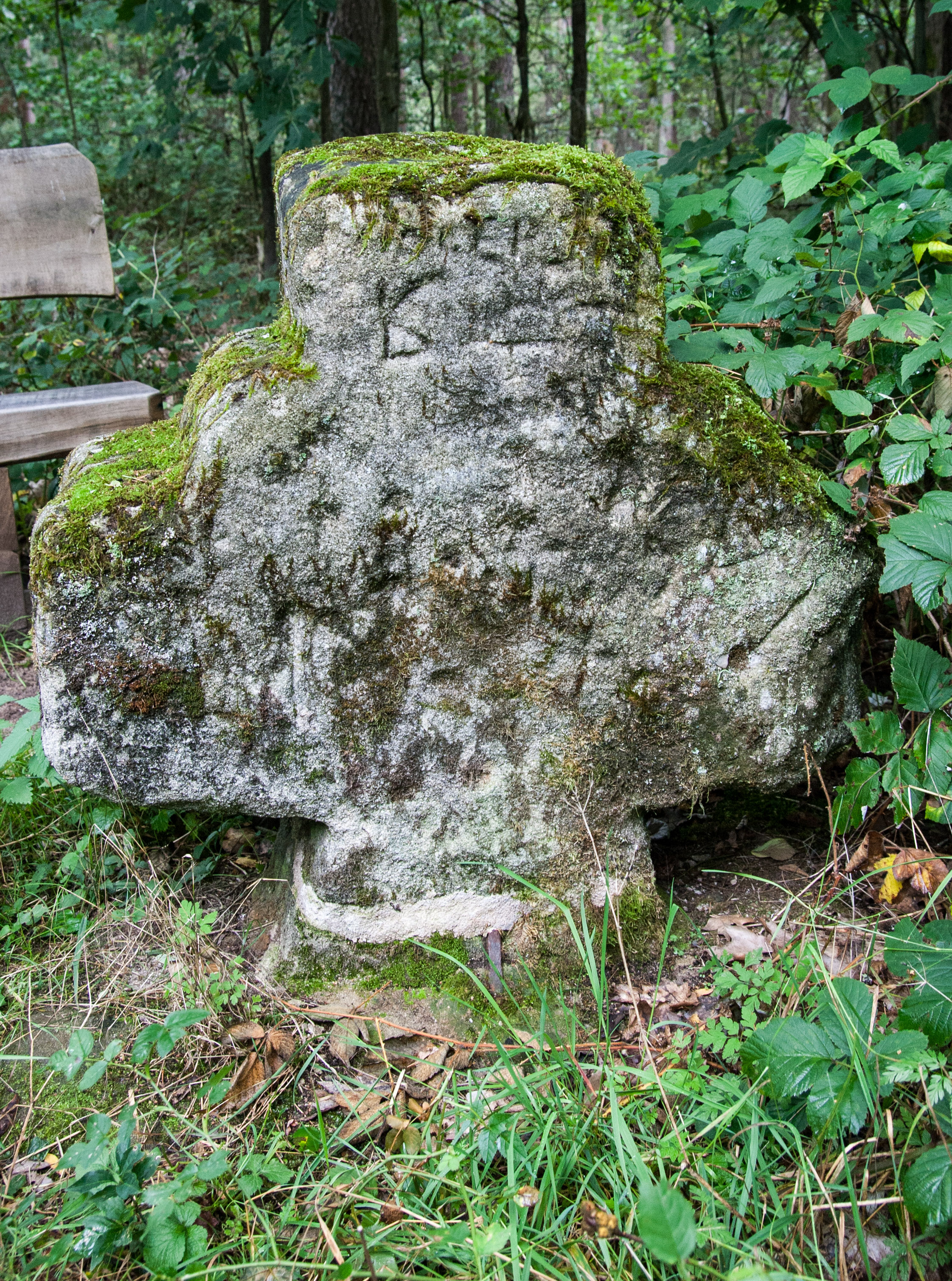
Das Frauenkreuz

Das Frauenkreuz im Kraftshofer Forst ist ein historisches Steinkreuz im mittelfränkischen Kraftshofer Forst im Landkreis Erlangen-Höchstadt in Bayern.

## Beschreibung

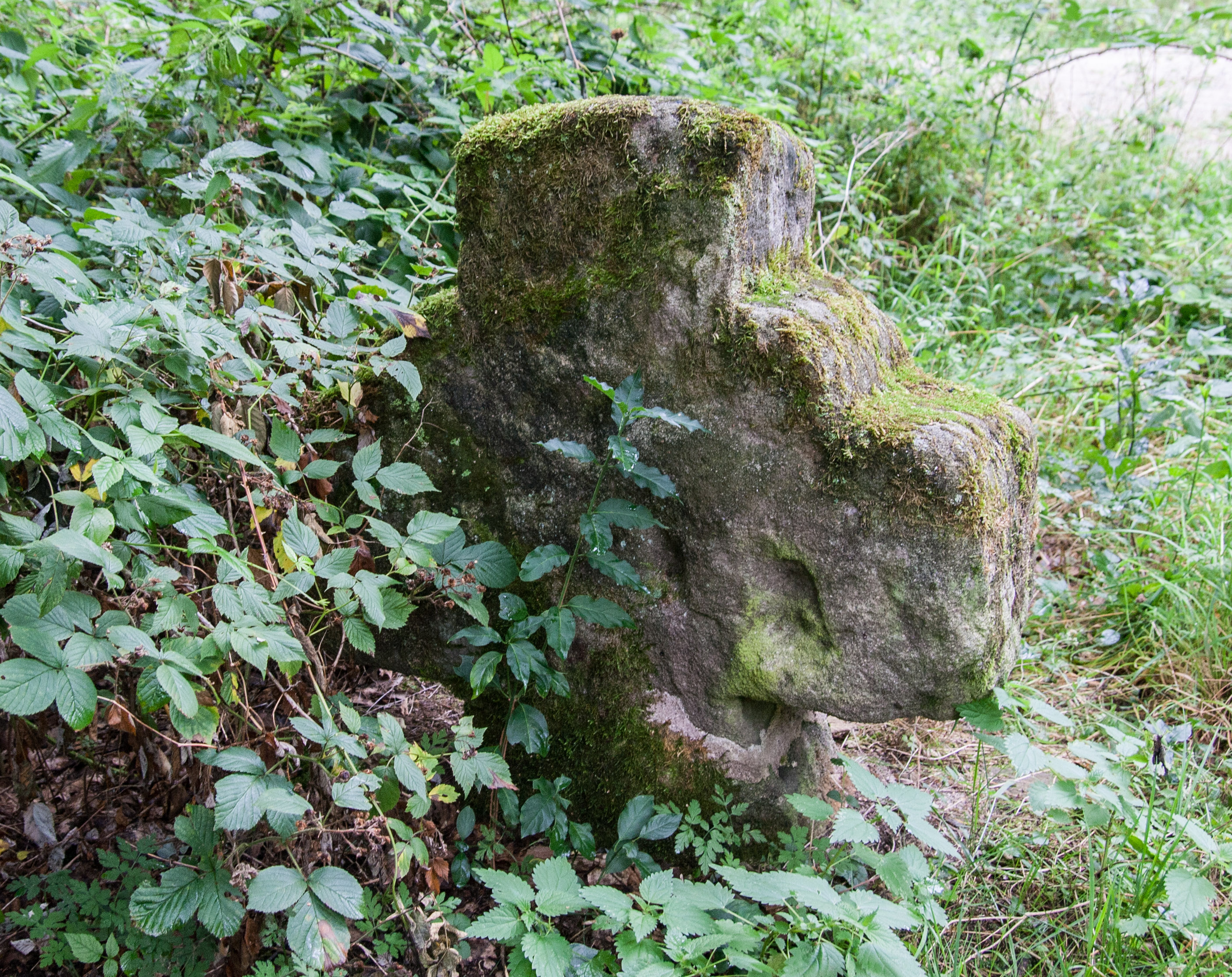
Rückseite

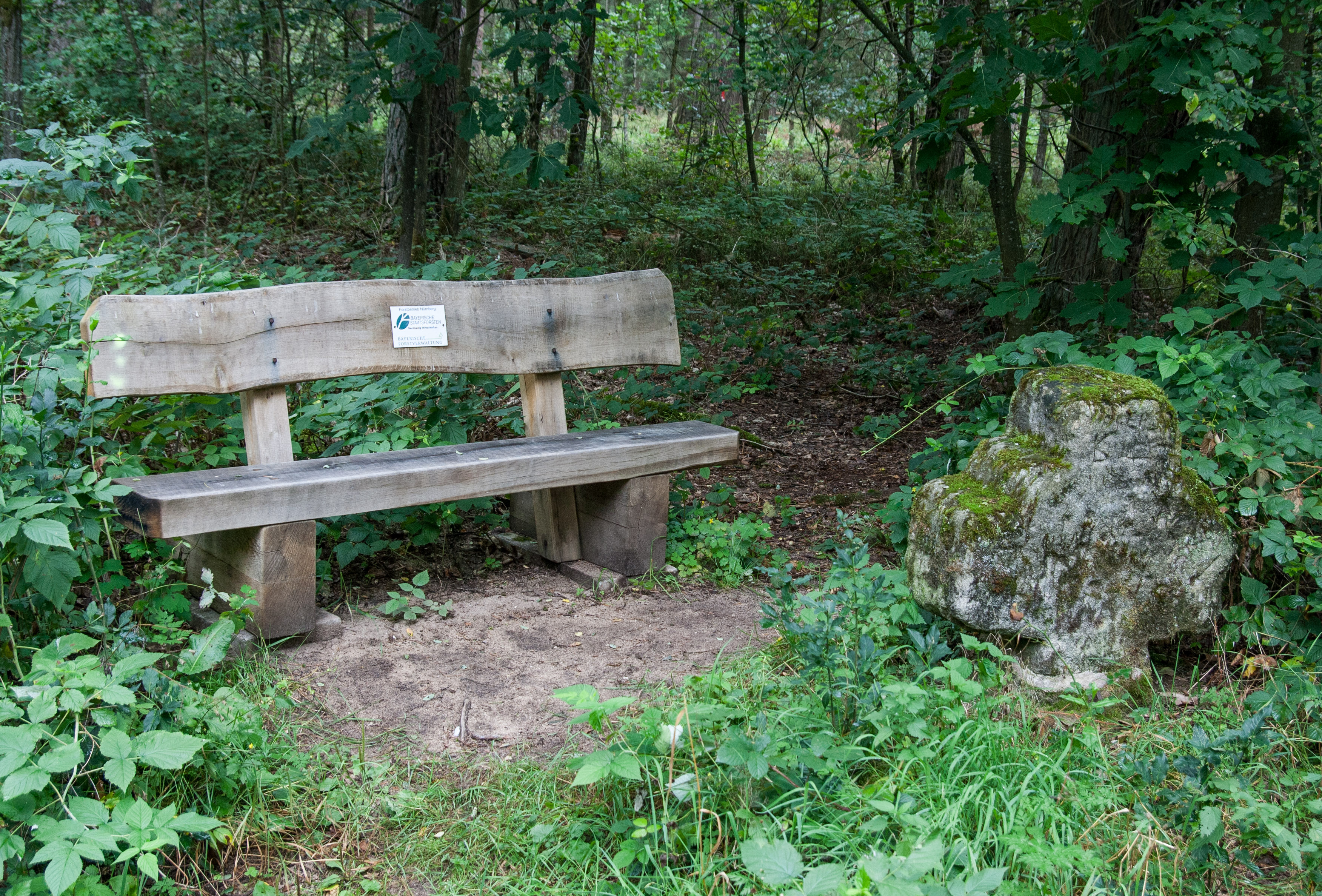
Blick auf den Standort

Das Kleindenkmal befindet sich etwa zwei Kilometer nordwestlich von Buchenbühl, einem Stadtteil der Stadt Nürnberg. Es steht dort im gemeindefreien Gebiet Kraftshofer Forst in der Flur Am Rönig an einer Forstwegkreuzung des Heroldsberger Weges.
Das stark verwitterte Steinkreuz besteht aus Sandstein und hat die Abmessungen 86 × 87 × 23–32 cm. Es verfügt über erkennbare, jedoch heute nicht mehr eindeutig deutbare Schriftzeichen. Ein Foto aus dem Jahre 1939 zeigt noch deutlich die Inschrift „1909 Frauenkreuz“. Das Kreuz hat im Sockelbereich eine alte, reparierte Bruchstelle. Beide Kreuzarme sind ungewöhnlich zum Schaft hin an der Oberseite verstärkt. Das Kreuz könnte daher abgebrochen gewesen sein und wurde danach wohl verkehrt herum wieder aufgestellt. Derartige Armstützen befinden sich in der Regel unterhalb der Querbalken. Es steht heute auf einem Steinsockel, in dem eine Flasche mit einer Grundsteinurkunde und ein paar Münzen eingemauert sein soll.
Vor Ort wurde 2017 von den Bayerischen Staatsforsten eine Infotafel aufgestellt.

## Geschichte
Das Kreuz stammt wohl aus dem 15./16. Jahrhundert und ist damit viel älter als die eingekerbte Jahreszahl 1909. Der Grund der ursprünglichen Aufstellung ist nicht bekannt. Es stand zunächst als Weißes Kreuz (oder auch Weißer Kreuzstein) am Kirchenweg von Almoshof nach Kraftshof nahe einem steinernen Brücklein über den Rostgraben. Der damalige Name erklärt sich, da es am Rostgraben eine gefasste Quelle mit der Aufschrift Weißer Kreuzsteinbrunnen gab (49° 29′ 52,58″ N, 11° 4′ 0,59″ O). Eine andere Bezeichnung für dieses Kreuz lautete Peststein obwohl es zur Pest im 14. Jahrhundert keinerlei Bezug hatte.
Die heutige Namensgebung Frauenkreuz stammt von 1812/13. Zum Gedenken an eine hier erfrorene und tot aufgefundene Frau wurde zunächst eine Tafel mit dieser Bezeichnung an einem Baum angebracht. Danach wurde ein Kreuz in die Rückseite der Rinde der danebenstehenden Eiche geschlagen. Ein Blitz zerstörte später die Eiche. Nachfolgend wurde eine Blechtafel zusammen mit dem Bild Marias mit Jesuskind hier an einer Kiefer angebracht. Die Tafel hatte die Aufschrift „Frauenkreuz“. Die Kiefer steht heute auch nicht mehr und die Blechtafel gilt als abgängig.
1909 ist wahrscheinlich das Jahr, in dem das Kreuz an seinem heutigen Standort aufgestellt wurde. Weshalb es 1909 an die jetzige Stelle versetzt wurde, ist nicht bekannt. In Kartenwerken ist das Frauenkreuz an seinem heutigen Standort seit 1925 eingezeichnet.